# H hameçon
Le h hameçon est une lettre additionnelle de l’alphabet latin et un symbole phonétique utilisé dans certains ouvrages linguistiques. Il est composé d’un h avec un hameçon.

## Utilisation
Christian Bartholomae utilise le h hameçon dans une description de l’avestan publiée en 1883. Celui-ci est aussi utilisé dans la transcription de l’avestan proposée par A. V. Williams Jackson en 1890.
Arwid Johannson utilise le h hameçon rétroflexe dans Phonetics of the New High German language publié en 1906.

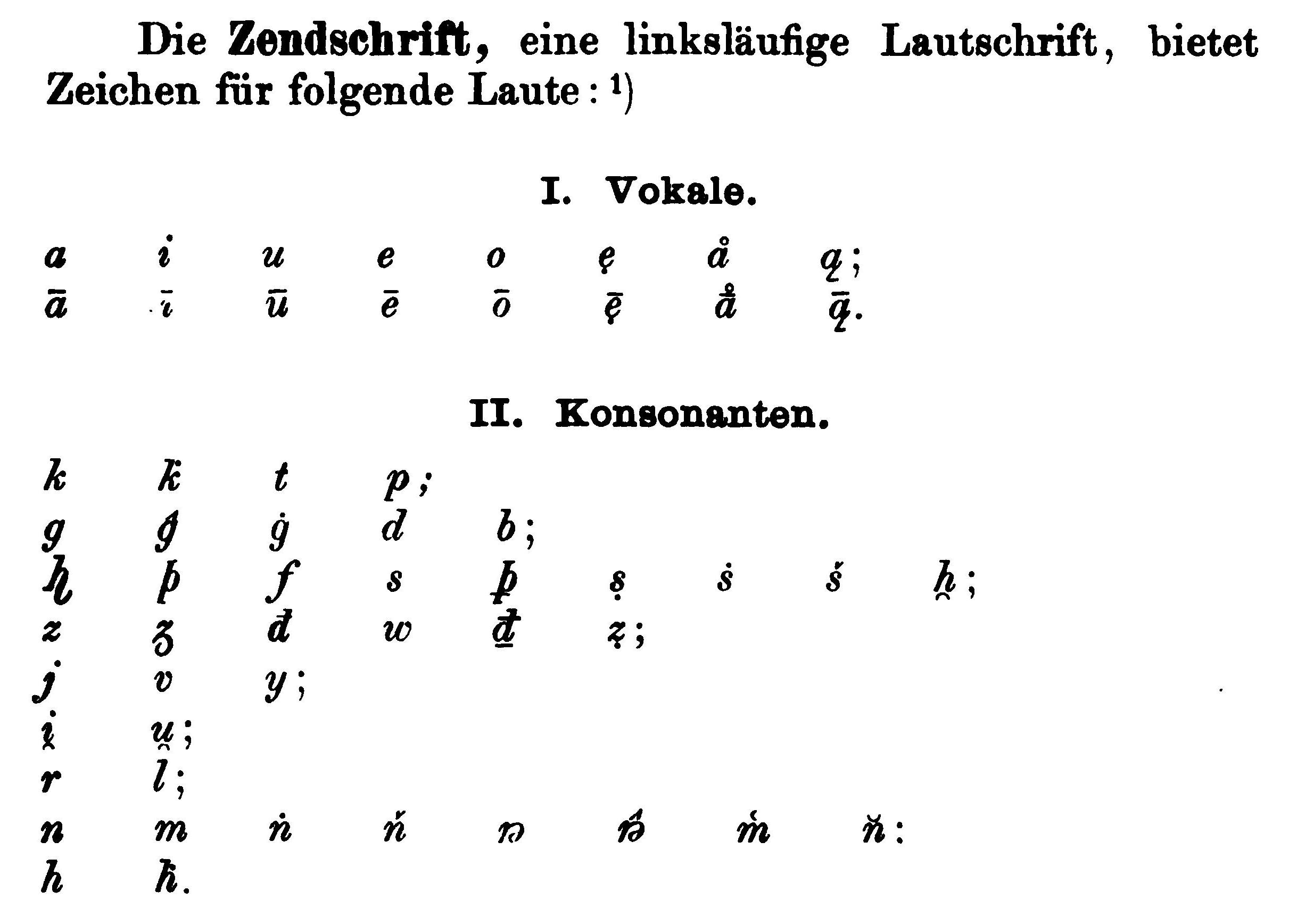
Tableau des sons représentés dans l’alphabet avestan dans Bartholomae 1883.
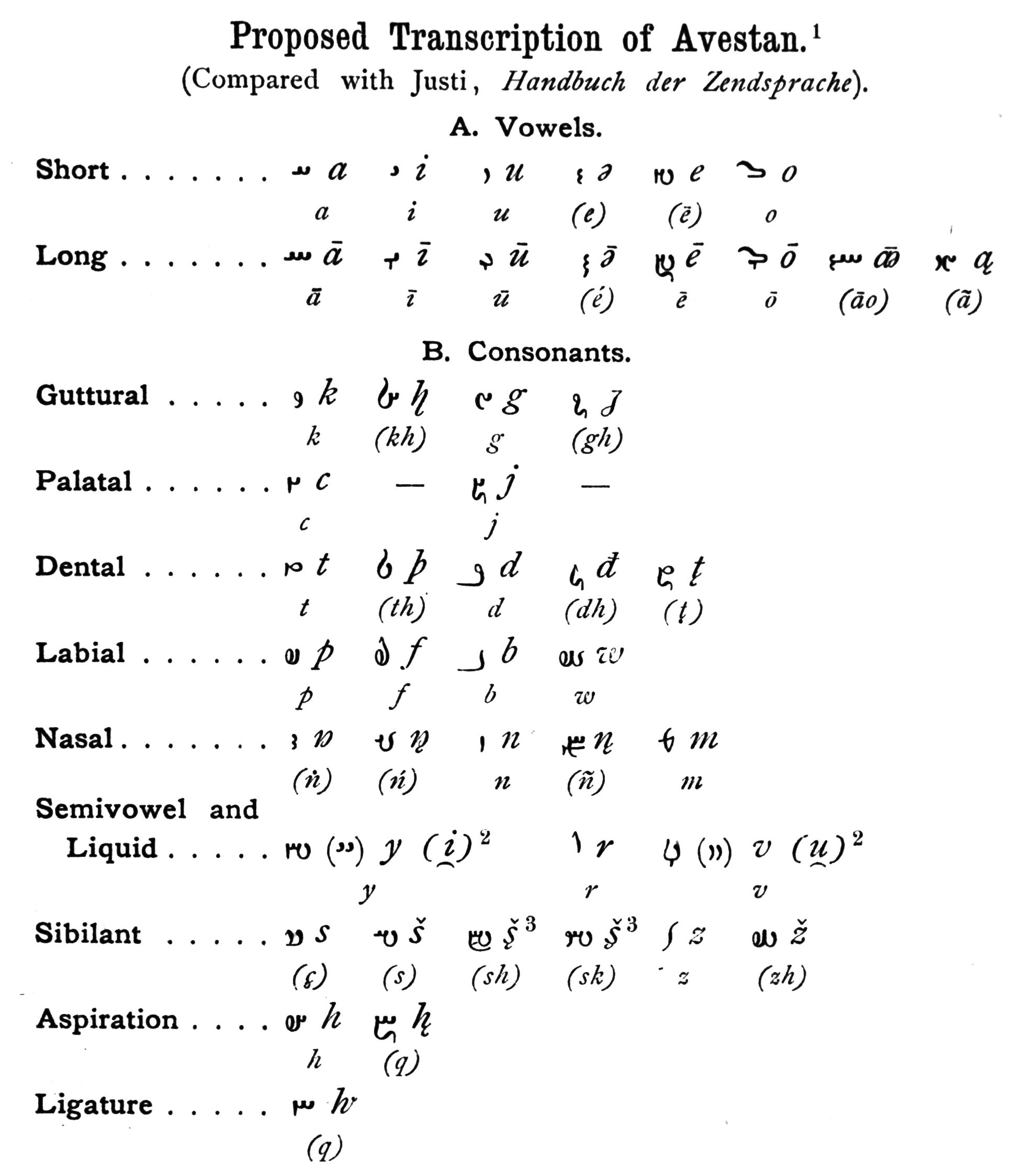
Tableau de transcription de l’avestan proposée dans Jackson 1890.
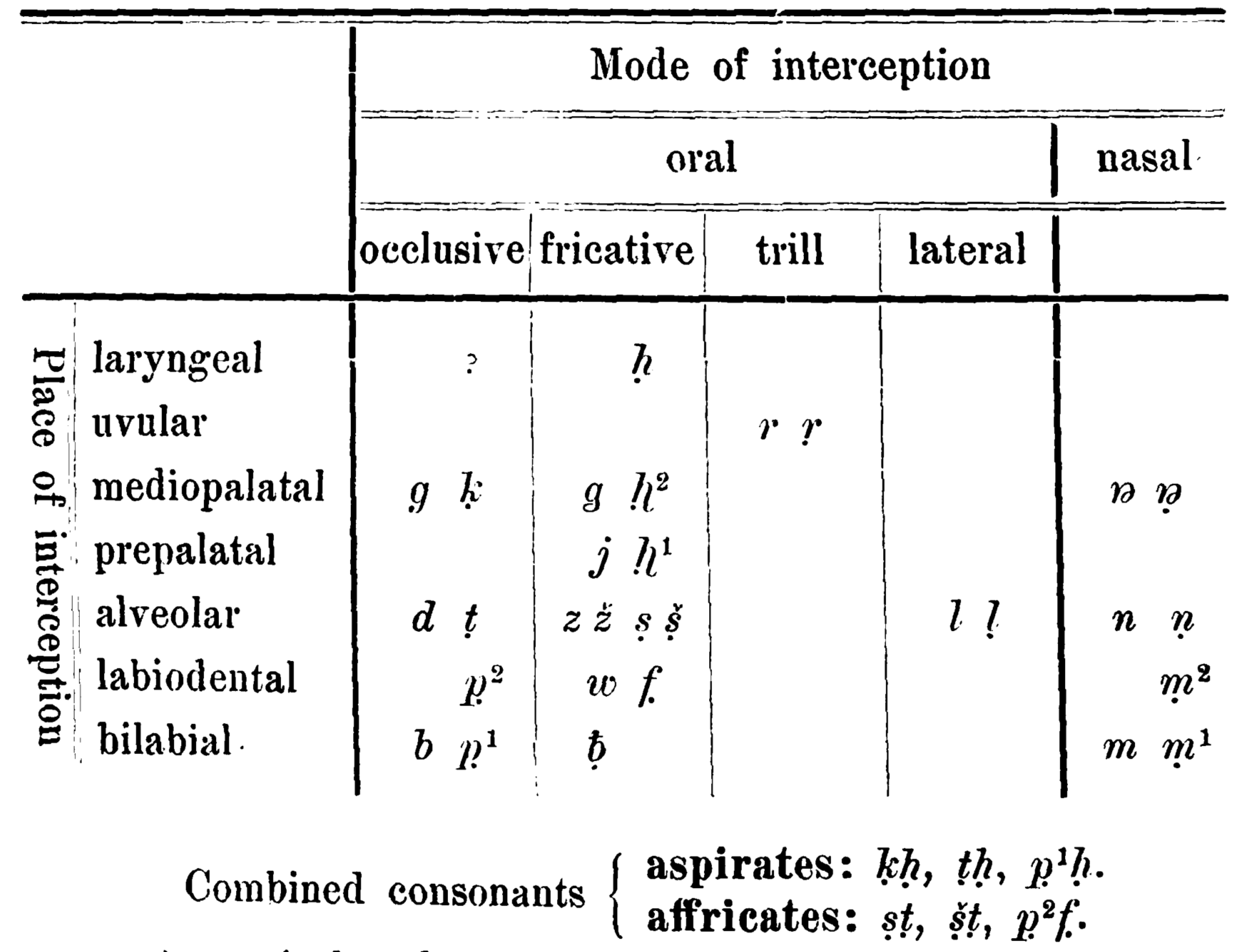
Tableau des symboles de consonnes dans Johannson 1906, avec le h hameçon.

Dans l’étude des langues du Caucase, certains auteurs ont utilisé le h hameçon comme symbole de l’alphabet analytique de Nicolas Marr pour noter une consonne fricative latérale alvéolaire sourde [ɬ]. Nikolaï Yakolev (ru) utilise le symbole en 1928. En 1938, A. Bokarev a utilisé le h hameçon, ainsi que le h hameçon barré, dans une transcription phonétique dans une description du dialecte karata de Tukita (en) et G. P. Serdioutchenko l’a utilisé dans une description de dialectes abaza.

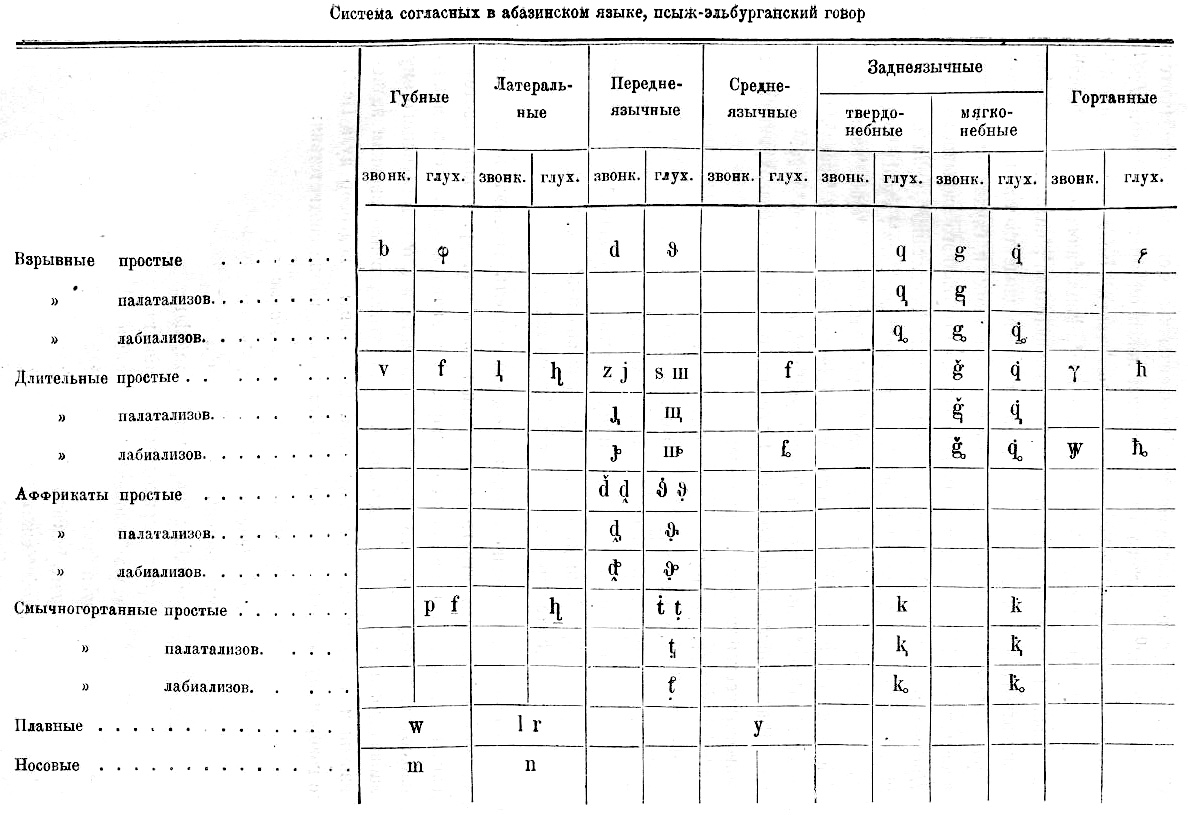
Table des consonnes de l’abaza dans Serdioutchenko 1938.

## Représentation informatique
Le h hameçon n’a pas été codé dans un codage standard.

## Sources
- (de) Christian Bartholomae, Handbuch der altiranischen dialekte (kurzgefasste vergleichende grammatik, lesestücke und glossar), Leipzig, Breitkopf & Härtel, 1883 (lire en ligne)
- (de) Christian Bartholomae, Beiträge zur Flexionslehre der indogermanischen sprachen, insbesondere der arischen dialekte, Gütersloh, C. Bertlesmann, 1888 (lire en ligne)
- [Bokarev 1938] (ru) А. Бокарев, « Материалы п диалектологии андо-цезских языков », Памяти академика Н. Я. Марра,‎ 1938, p. 25-53 (rsl.ru, udpu.edu.ua)
- (en) A. V. Williams Jackson, The Avestan alphabet and its transcription, Stuttgart, W. Kohlhammer, 1890 (lire en ligne)
- (en) A. V. Williams Jackson, An Avesta Grammar in Comparison with Sanskrit, vol. 1 : Phonology, inflection, word-formation with an introduction to Avesta, Stuttgart, W. Kohlhammer, 1892 (lire en ligne)
- (en) Arwid Johannson, Phonetics of the New High German language, Manchester, Leipzig, Palmer, Howe and Co., Otto Harrassowitz, 1906 (lire en ligne)
- [Serdioutchenko 1938] (ru) Г. П. Сердюченко, « Об абазинских диалектах », Памяти академика Н. Я. Марра,‎ 1938, p. 244-257 (rsl.ru, udpu.edu.ua)
- [Yakolev 1928] (ru) Н. Ф. Яковлев, « Математическая формула построения алфавита », Культура и письменность Востока, М., vol. 1,‎ 1928, p. 41-64 (lire en ligne) (reproduction de 2019)